# Rot-programmet
Rot-programmet är ett stimulansprogram för byggbranschen i Sverige i form av skattelättnader. ROT är en akronym för Reparation, Ombyggnad, Tillbyggnad, och en samlingsbenämning på åtgärder för att renovera och förbättra befintliga byggnader, främst bostadsfastigheter. Det har funnits sedan 1993.

## Rot-avdrag åren 2004–2005
Åren 2004–2005 gällde rot-avdraget för arbeten utförda mellan 15 april 2004 och 30 juni 2005, och kunde omfatta utgifter för underhåll, reparationer och om- och tillbyggnader. Skattereduktionen gällde villor, radhus, fritidshus, bostadsrätter och hyreshus med bostäder. 

### Regler
- Den som anlitas för arbetet måste inneha giltig F-skattsedel
- Arbetskostnaden måste uppgå till minst 1 000 kronor
- Materialkostnader får ej räknas in
- Skattereduktionen var 50 procent av arbetskostnaden, upp till och med:
  - 5 000 kronor för bostadsrättslägenhet
  - 10 500 kronor för småhus
  - 3 gånger 2004 års fastighetsskatt på bostadsdelen för hyreshus, upp till och med 20 000 kronor
- Arbetet måste vara slutbetalat innan ansökan om skattereduktion kan göras
- Ansökan måste vara inlämnad senast 1 mars 2006

## Rot-avdrag 2008 och framåt
Rot-avdraget 2008–2010 gäller för arbeten utförda från 8 december 2008 och tills vidare. Skattereduktion reducerades den 1 januari 2016 från 50 procent till 30 procent av arbetskostnaden. Maxavdraget är sedan 2008 och alltjämt 50 000 kr per år.
Under valrörelsen 2010 diskuterades om avdraget skulle gälla även flerfamiljshus.

### Uppdrag Granskning
Uppdrag Granskning granskade Rot-avdraget i månadsskiftet april/maj 2013 och fann att det fanns ett utbrett fusk. Fusket består enligt Uppdrag Granskning i att företag som använder sig av Rot tar orimligt hög arbetskostnad samt orimligt låg materialkostnad. Detta medför att priset för tjänsten till kund blir lägre. Vinnare blir de kunder och företagare som använder sig av Rot på 
detta sätt, det vill säga där arbetskostnaden förstoras upp, men förlorare blir staten och de kunder och företag som inte använder sig av Rot på detta sätt. Konkurrensen blir helt enkelt snedvriden. Störst risk för detta fusk är det om företagen använder sig av så kallat paketpris, där arbetskostnad, materialkostnad och övriga kostnader är ihopslagna. I programmet uttalar sig Mikael Lundholm, statssekreterare på finansdepartementet (M), som säger att han ser allvarligt på detta. Han menar att skatteverket bör ställa frågor om arbetskostnad och så vidare för att stävja denna form av fusk.